# RAF Predannack
RAF Predannack – baza lotnicza RAF korzystająca z lądowiska Predannack, znajdującego się na południe od wioski Mullion (hrabstwo Kornwalia) na półwyspie  Lizard w Kornwalii. Przygotowywana na wypadek wojny, została otwarta w maju 1941 jako lotnisko zapasowe. Używana przez lotnictwo myśiwskie oraz jako lądowisko dla uszkodzonych maszyn wracających z operacji nad Francją i Zatoką Biskajską. Na przełomie roku 1943 i 1944 wykorzystywana przez Dywizjon 304 Polskich Sił Powietrznych. Intensywnie używana podczas operacji Overlord. Po wojnie częściowo zamknięta, używana do testowania prototypów. Obecnie jest to pomocnicze lądowisko dla bazy lotniczej Royal Navy Culdrose.

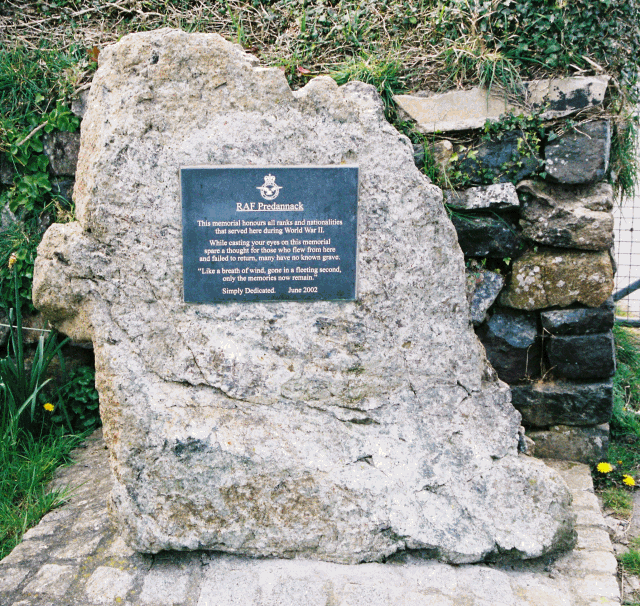
Tablica pamiątkowa dotycząca II wojny światowej przy wjeździe do bazy RAF Predannack, odsłonięta w kwietniu 2007

## Zobacz
- Bazy RAF używane przez PSP